# 李文 (1930年)
李文（英語：Burton Levin，1930年9月28日—2016年10月31日），美國外交官，出生於紐約市，歷任美國駐香港總領事及美國國務院中華民國科（Republic of China desk，現台灣協調處）科長等職，有多次派駐台灣的經驗，通曉中文，曾在印尼及泰國的美國大使館服務。他也是1990年代緬美關係降級之前的最後一任美國駐緬甸特命全權大使。

## 教育背景
李文於1952年獲得布魯克林學院學士學位，1954年取得哥倫比亞大學國際關係碩士學位。1958至1959年間，他在美國國務院外交學院台中華語學校學習中文，1964年至1965年間則於哈佛大學進修中華地區訓練課程。

## 外交生涯
李文於1954年加入外交體系服務，首次海外派駐經驗為1954年至1956年間赴台灣台北擔任駐中華民國大使館領事官和經濟官，1956年至1958年間返回華盛頓特區擔任美國國務院情報研究局研究員。於台中學習中文後，於1960年調任為駐印尼大使館政治官，1963年至1964年間亦於國務院東亞局任政治官，1965年至1969年間調至駐香港總領事館政治官，1969年至1973年間二度駐台，任駐中華民國大使館政治官兼一等秘書，此間曾任史丹佛大學胡佛研究所訪問學人。1974年7月至9月重新調回國務院，以東亞局國會聯絡官身分工作，1974年至1977年間當上該局的中華民國科長，1977年起調到香港擔任副總領事，1978年轉任駐泰國大使館副館長，1981年被任命為駐香港總領事，1982年2月上任，直至1986年7月離港。
1987年，美國總統隆納·雷根任命其出任美國駐緬甸大使。他在駐緬期間經歷了8888民主運動，曾對學運人士和僧侶提供援助，在說服美國政府支持緬甸民間之餘，亦說服美方撤回駐緬使節。1990年李文奉調回美後，美國未對李文的大使遺缺通過接替人選任免案，並將對緬關係降為臨時代辦層級。美國駐緬大使懸缺20餘年後，才於2012年由米德偉填補。

## 個人生活
1990年10月，李文自公務生涯退休後，成為亞洲協會香港分會主任。1996年離開亞洲協會後則成為明尼蘇達州卡爾頓學院訪問教授，開設外交藝術、中美關係及越戰戰史等課程。除此之外，亦曾任基金會董事、南京大學-約翰斯·霍普金斯大學中美文化研究中心理事會主席、來寶集團董事等非政府職務。2016年10月31日於麻州舍伯恩自宅逝世。
李文與其妻子李庚濟（Lily Lee Levin）於1954年－1956年駐台期間相識，1960年於紐約成婚後，夫婦兩人生下一子一女。李文的外甥為1970、80年代華語流行樂壇歌手劉文正。